# 底杜父鱼属
底杜父鱼属（学名：Ricuzenius）为杜父鱼科的一个属。

## 下属物种
本属包括以下物种：
- 裸胸底杜父魚 Ricuzenius nudithorax Bolin, 1936
- 松木底杜父魚 Ricuzenius pinetorum Jordan & Starks, 1904